# Iryna Merleniová
Iryna (Eiríni) Oleksijivna Merleniová (roz. Melnyková, prov. Mykulčynová) (* 8. února 1982 Kamenec Podolský) je bývalá ukrajinská zápasnice – volnostylařka, olympijská vítězka z roku 2004.

## Sportovní kariéra
Sportovnímu zápasení se věnovala od svých 15 let v Chmelnyckém pod vedením svého otce Oleksije Melnyka. Od roku 1999 se připravovala ve Lvově pod vedením Ihora Ducha. V roce 2002 se vdala za řeckého občana Janisem Merleniho. Fingovaný sňatek jí měl zajistit lepší finanční podmínky. Řecké úřady jí však vydaly pas opožděně v termínu, kdy nestíhala účast na olympijských hrách v Athénách v roce 2004. Od roku 2003 startovala opět za Ukrajinu. Řecko formálně nikdy nereprezentovala.
V roce 2004 startovala na olympijských hrách v Athénách ve váze do 48 kg. Ze základní skupiny postoupila bez ztráty bodu a ve finále se utkala s Japonkou Čiharu Ičóovou. Vyrovnaný zápas vyhrála verdiktem sudích a získala zlatou olympijskou medaili. Od roku 2005 se připravovala v Kyjevě pod vedením Ruslan Savlochova. V roce 2006 se vdala za reprezentačního kolegu Andrije Mykulčyna, se kterým ma dva syny. V roce 2008 obhajovala zlatou olympijskou medaili na olympijských hrách v Pekingu. Ve čtvrtfinále jí vrátila porážku z Athén Japonka Čiharu Ičóová. V boji o třetí místo porazila Američanku Clarissu Chunou a získala bronzovou olympijskou medaili. V roce 2012 se vrátila po třech letech nezávodění na žíněnku a vybojovala kvalifikaci na své třetí olympijské hry v Londýně. V semifinále nezvládla zápas s krajankou Marijí Stadnykovou reprezentující Ázerbájdžán a v souboji o třetí místo jí vrátila porážku z Pekingu Američanka Clarissa Chunová. Obsadila 5. místo.

## Výsledky
| Turnaj             | 1998      | 1999      | 2000      | 2001      | 2002      | 2003                     | 2004                     | 2005                     | 2006                     | 2007                     | 2008                     | 2009                     | 2010                     | 2011                     | 2012                     |
| Turnaj             | 16        | 17        | 18        | 19        | 20        | 21                       | 22                       | 23                       | 24                       | 25                       | 26                       | 27                       | 28                       | 29                       | 30                       |
| Turnaj             | Melnyková | Melnyková | Melnyková | Melnyková | Melnyková | Merleniová (Mykulčynová) | Merleniová (Mykulčynová) | Merleniová (Mykulčynová) | Merleniová (Mykulčynová) | Merleniová (Mykulčynová) | Merleniová (Mykulčynová) | Merleniová (Mykulčynová) | Merleniová (Mykulčynová) | Merleniová (Mykulčynová) | Merleniová (Mykulčynová) |
| Turnaj             | -46       | -46       | -46       | -46       | -48       | -48                      | -48                      | -48                      | -48                      | -48                      | -48                      | -48                      | -48                      | -48                      | -48                      |
| ------------------ | --------- | --------- | --------- | --------- | --------- | ------------------------ | ------------------------ | ------------------------ | ------------------------ | ------------------------ | ------------------------ | ------------------------ | ------------------------ | ------------------------ | ------------------------ |
| Olympijské hry     |           |           |           |           |           |                          | 1.                       |                          |                          |                          | 3.                       |                          |                          |                          | 5.                       |
| Mistrovství světa  | —         | —         | 1.        | 1.        | —         | 1.                       |                          | 2.                       | —                        | 2.                       | —                        | —                        | —                        | —                        | —                        |
| Mistrovství Evropy | —         | —         | —         | —         | —         | —                        | 1.                       | 1.                       | —                        | —                        | —                        | —                        | —                        | —                        | —                        |
| Univerziáda        |           |           |           |           |           |                          |                          | 1.                       |                          |                          |                          |                          |                          |                          |                          |
| MS juniorů         | —         | 1.        | 3.        | 5.        |           |                          |                          |                          |                          |                          |                          |                          |                          |                          |                          |
| ME juniorů         | —         | 2.        | 1.        | —         |           |                          |                          |                          |                          |                          |                          |                          |                          |                          |                          |
| MS dorostenců      | 1.        |           |           |           |           |                          |                          |                          |                          |                          |                          |                          |                          |                          |                          |